# 小鹿美鈴
小鹿 美鈴（こじか みりん、1987年11月1日 - ）は、日本の元グラビアアイドル。旧芸名は、秋本 未莉（あきもと みり）。
東京都出身。2004年、日テレジェニック2004の一員に選ばれた。2006年10月、事務所移籍により「小鹿美鈴」に改名する。
現在は主だった活動がなく引退したものと思われる。

## 出演

### テレビ
- アイドル道（2003年10月 - 2004年9月、フジテレビ721）
- 女神のChu!（2004年、BS日テレ）

### テレビドラマ
- 侵略ちょ～美少女ミリ（2003年12月、BSフジ）
- ごくせん 第2シリーズ 第4話（2005年2月、日本テレビ） - 宮崎菜緒 役
- アキハバラ@DEEP（2006年、TBS） - メイドのみり 役

### CM
- 西日本パス (2009年)

### ラジオ
- RABラジオ・チャリティー・ミュージックソン（2004年12月24 - 25日、青森放送）
- 秋本未莉のからふる☆らじお（2006年4月 - 6月、ラジオ関西）

## 作品

### 写真集
秋本未莉名義
- 瞬間(日テレジェニック2004)（2004年12月、日本テレビ放送網、撮影：松本裕之）ISBN 978-4820399230

### イメージビデオ・DVD
- 日テレジェニック 2004 秋本未莉（2004年8月、バップ）
- Miring（2006年8月、ビーエムドットスリー）
- MIRIN（2006年11月、イーネット・フロンティア）